# Kerkhof van Bellebrune
Het kerkhof van Bellebrune is de begraafplaats gelegen bij de Église Saint-Leu van de plaats Bellebrune in het Franse departement Pas-de-Calais.

## Militair graf
Op het kerkhof bevindt zich één geïdentificeerd Gemenebest militaire graf uit de Tweede Wereldoorlog dat wordt door de Commonwealth War Graves Commission, die de begraafplaats heeft ingeschreven als Bellebrune Churchyard.